# Chionaspis kosztarabi
Chionaspis kosztarabi är en insektsart som beskrevs av Sadao Takagi och Kawai 1967. Chionaspis kosztarabi ingår i släktet Chionaspis och familjen pansarsköldlöss. Inga underarter finns listade i Catalogue of Life.